# مونته‌بلو دی برتونا
مونته‌بلو دی برتونا (به ایتالیایی: Montebello di Bertona) یک کومونه در ایتالیا است که در استان پسکارا واقع شده‌است. مونته‌بلو دی برتونا ۲۱ کیلومترمربع مساحت و ۱٬۰۶۷ نفر جمعیت دارد و ۶۱۵ متر بالاتر از سطح دریا واقع شده.